# Mushroom Corner (Washington)
Mushroom Corner es un área no incorporada ubicada en el condado de Thurston en el estado estadounidense de Washington.

## Geografía
Mushroom Corner se encuentra ubicado en las coordenadas 47°2′49″N 122°45′49″O / 47.04694, -122.76361.